# Flora (Agrarflugzeug)
Die Flora war ein von 1959 bis 1961 entwickeltes deutsches Agrarflugzeug mit Kolbenmotorantrieb. Es war das letzte Projekt des Flugzeugbaus in der Deutschen Demokratischen Republik. Das vom VEB Flugzeugwerke Dresden (FWD) entwickelte Projekt wurde noch nach dem offiziellen Ende der DDR-Flugzeugindustrie weiterverfolgt, letztendlich aber abgebrochen.

## Geschichte
Anfang der 1960er Jahre gab es in den RGW-Staaten kein spezielles Agrarflugzeug. Die in der Landwirtschaft eingesetzten Maschinen wie die An-2 oder die L-60 waren ursprünglich für andere Zwecke entwickelt worden und für den Agrarflug nur bedingt geeignet. Zugleich bestand nach dem Abschluss der Kollektivierung der Landwirtschaft in der DDR aufgrund der nun vorhandenen großen Anbauflächen Bedarf nach einem speziellen Agrarflugzeug. Da sich abzeichnete, dass eine Serienproduktion des Passagierflugzeuges 152 nicht zustande kommen würde, suchte man nach kleineren Projekten, um den Flugzeugbau in der DDR überhaupt am Leben zu erhalten. Das am weitesten fortgeschrittene Projekt dazu war das Agrarflugzeug Flora. Von 1959 bis 1961 wurden 32 Studienprojekte erarbeitet, die mit SP 026 bis SP 055 bezeichnet wurden. Die Studienprojekte unterschieden sich unter anderem in der Anzahl und Leistungsstärke der Triebwerke sowie der Fahrwerksanordnung. Am weitesten entwickelt war das SP 043. Von ihm wurden Windkanalmodelle hergestellt und getestet. Es erhielt anfangs die Typennummer 156, im März 1961 dann die 157. Neben dem Agrarflug sollte die Flora auch als Feuerlöschflugzeug, Sanitäts- und Zubringerflugzeug eingesetzt werden. Letztlich wurde das Projekt abgebrochen, unter anderem weil das fast zeitgleich in der ČSSR entwickelte Agrarflugzeug Z-37 mit nur einem Motor und einem Piloten auskam.

## Konstruktion
Das am weitesten gediehene Studienprojekt SP 043 war als freitragender Schulterdecker mit starrem Dreibeinfahrwerk mit Bugrad geplant. Die Triebwerke waren unter den Tragflächen aufgehängt, unter den Triebwerken waren die Hauptfahrwerke angebracht, die zum Rumpf abgestrebt waren. Das Leitwerk war an einem schmalen Leitwerksträger befestigt. Das Seitenleitwerk war geteilt. Optisch ähnelte das SP 043 der An-14. Als Motor wurde der sowjetische Sternmotor AI-14R favorisiert, der auch in der An-14 eingesetzt wurde.

## Technische Daten
| Kenngröße        | Daten                                  |
| ---------------- | -------------------------------------- |
| Besatzung        | 2                                      |
| Länge            | 13,00 m                                |
| Spannweite       | 17,30 m                                |
| Höhe             | 4,50 m                                 |
| Flügelfläche     | 43 m²                                  |
| Flügelstreckung  | 7,0                                    |
| max. Startmasse  | 3000 kg                                |
| Zuladung         | 1090 kg                                |
| Dienstgipfelhöhe | 3500 m                                 |
| Startrollstrecke | 92 m                                   |
| Landerollstrecke | 75 m                                   |
| Triebwerk        | 2 Kolbenmotoren mit je 191 kW (260 PS) |